# Dobromyl
Dobromyl (ukrainsk: Добро́миль, polsk: Dobromil) er en by i Sambir rajon, Lviv oblast, Ukraine. Den ligger ca. 5 kilometer fra grænsen til Polen. Den er hjemsted  for administrationen af Dobromyl urban hromada, en af Ukraines hromadaer. Dobromyl har et indbyggertal på 4.111 (2022) indbyggere.

## Historie
Dobromyl blev første gang nævnt i 1374 som en bosættelse grundlagt af adelsslægten Herburt efter anmodning fra den polske fyrste Vladislav] af Opole. I 1566 blev den tildelt Magdeburgrettigheder af kong Sigismund 1. af Polen. 18 år senere byggede Stanislaw Herburt et slot her. Byen havde også et trykkeri, hvor Jan Długosz' annaler Annales seu cronici incliti regni Poloniae (dansk: Det berømte kongerige Polens annaler eller krøniker) blev udgivet i 1612. Indtil Polens første deling i 1772 var Dobromil en del af Przemyśl Land i Voivodskabet Rutenien i Kongeriget Polen. I tidens løb ændrede den gren af Herburt-familien, som var bosiddende i byen, sit navn til Dobromilski.
Ved Polens første deling mellem Preussen, Rusland og Østrig i 1772 lå Dobromyl i den del af Polen, der tilfaldt Østrig. Byen kom herefter til at høre til Kongeriget Galicien og Lodomerien, der var en del af de Habsburgske Arvelande og fra 1867 var et af kronlandene i Østrig-Ungarn.
Efter Første Verdenskrig og Østrig-Ungarns opløsning i 1918, blev Dobromyl igen en del af den genetablerede polske stat. I den Anden polske republik var byen sæde for et amt i Voivodskabet Lwów.
Efter Anden Verdenskrigs afslutning, hvor Galicien blev delt mellem Polen og Ukraine, kom byen til Sovjetunionen som del af den Ukrainske SSR.
Efter Sovjetunionens opløsning i 1991, hvor den Ukrainske SSR blev transformeret til den moderne stat Ukraine, har byen hørt til Ukraine. Ved folkeafstemningen om Ukraines uafhængighed den 1. december 1991 stemte 97,46% af vælgerne i Lviv oblast for Ukraines uafhængighed (med en stemmeprocent på 95.24%).

## Geografi
Dobromyl ligger ved floden Vyrva for foden af bjergkæden Karpaterne. Byen ligger 5 km fra grænsen til Polen og 90 km sydvest for storbyen Lviv.

## Demografi
Dobromyl har et estimeret indbyggertal på 4.111 (2022) indbyggere. Ved den seneste folketælling i Ukraine i 2001 havde byen et indbyggertal på 4.976 indbyggere.

## Galleri
- Markedspladsen i Dobromyl
- Markedspladsen i Dobromyl
- Markedspladsen i Dobromyl
- Rådhuset i Dobromyl
- Ruinerne af Herburg Slot i 2008
- Kristi forklarings-kirken i Dobromyl
- Sankt Onnofrius-klosteret i Dobromyl
- Monument for Den gode soldat Svejk i Dobromyl